# Sovoljano
Sovoljano (bulgariska: Соволяно) är ett distrikt i Bulgarien.   Det ligger i kommunen obsjtina Kjustendil och regionen Kjustendil, i den västra delen av landet, 70 km sydväst om huvudstaden Sofia.
Trakten runt Sovoljano består till största delen av jordbruksmark. Runt Sovoljano är det ganska glesbefolkat, med 24 invånare per kvadratkilometer.